# أي كومي
أي كومي (باليابانية: 久米愛؛ بالكانا: くめ あい) هي محامية يابانية، ولدت في 7 يوليو 1911 في أوساكا في اليابان، وتوفيت في 14 يوليو 1976.